# Лига ESEA
E-Sports Entertainment Association League (ESEA) — это киберспортивное соревновательное сообщество основанное E-Sports Entertainment Association (ESEA). Оно широко известно своей анти-чит системой. ESEA предлагает систему, которая позволяет игрокам всех уровней проводить матчи друг с другом.

## История
Лига ESEA начала предлагать уроки, по увеличению игровых навыков в играх Half-Life, Counter-Strike и Warcraft III в 2003. ESEA создала первую профессиональную фентези-лигу в 2004 году. ESEA начала свою историю лиг с Counter-Strike, но позже была организована ещё одна в игре Team Fortress 2, которая обрела большую популярность после того, как стала бесплатной игрой.
В октябре 2015 года ESEA уже была приобретена Modern Times Group, которая позже купит контрольный пакет акций DreamHack and Electronic Sports League.

## Просмотр
Игры Лиги ESEA болельщики могут посмотреть онлайн трансляции таких сервисов, как TwitchTV, eXtv, Nova Spivack's Live Matrix, TeamFortress.tv и роликов на YouTube. Ежегодно Лига ESEA проводит LAN финалы в Далласе, штат Техас.

## Инцидент с майнингом биткойнов
1 мая 2013 года один из пользователей сообщил, что анти-чит ESEA добывает биткойны без согласия пользователя. Это было подтверждено Лигой ESEA одним из соучредителей Эриком «lpkane»Тунбергом в двух последующих сообщениях на форуме. По состоянию на дату выяснения инцидента, стоимость добытых биткойнов составила 3 713 55 $. По состоянию на ноябрь 2013 ESEA согласилась на урегулирование конфликта за 1 млн долларов, хотя отдельные иски продолжаются до сих пор.